# Егоров, Андрей Викторович
Андрей Викторович Егоров (8 июля 1960) — советский и киргизский футболист, вратарь.

## Биография
В первой половине 1980-х был в составе ленинградского «Зенита», в высшей лиге сыграл одну игру — 19 сентября 1982 года в гостевом матче против донецкого «Шахтёра» (3:4) пропустил четыре мяча. В 1987—1989 годах играл во второй лиге за ленинградское «Динамо». В 1991—1993 играл в среднеазиатских командах «Зарафшан» Навои, Узбекистан (1991—1992), «Алга» Бишкек, Кыргызстан (1992), «Карачаганак» Аксай, Казахстан (1993).
23 августа 1992 года сыграл один матч за сборную Кыргызстана — против Узбекистана (0:3).